# Blåvand
Blåvand er en turistby i Sydvestjylland under Oksby Sogn nordvest for Esbjerg. Byen ligger ved Blåvands Huk, der er Jyllands vestligste punkt. Blåvand befinder sig i Varde Kommune og hører til Region Syddanmark. Området har gennem årene udviklet sig til et turiststed, der er velbesøgt hele året af især tyske og danske turister. 
Nord for Blåvand ligger det militære øvelsesområde Kallesmærsk Hede, hvor der foregår øvelsesskydning med kampvogne og fra kampfly.
Tæt ved Blåvand finder man Blåvand Fyr, Blåvand Radio og Tirpitz-stillingen.